# Anemmetresa
Anemmetresa là một chi bướm đêm thuộc họ Geometridae.